# Grande Prêmio da Alemanha de 1961
Resultados do Grande Prêmio da Alemanha de Fórmula 1 realizado em Nürburgring em 6 de agosto de 1961. Sexta e antepenúltima etapa da temporada, passou à história como centésima prova da categoria e nele o vencedor foi o britânico Stirling Moss, que conquistou a última vitória de sua carreira.

## Classificação da prova
| Pos. | Nº | Piloto                  | Construtor      | Voltas | Tempo/Diferença  | Grid | Pontos     |
| ---- | -- | ----------------------- | --------------- | ------ | ---------------- | ---- | ---------- |
| 1    | 7  | Stirling Moss           | Lotus-Climax    | 15     | 2:18:12.4        | 3    | 9          |
| 2    | 3  | Wolfgang von Trips      | Ferrari         | 15     | + 21.4           | 5    | 6          |
| 3    | 4  | Phil Hill               | Ferrari         | 15     | + 22.5           | 1    | 4          |
| 4    | 14 | Jim Clark               | Lotus-Climax    | 15     | + 1:17.1         | 8    | 3          |
| 5    | 18 | John Surtees            | Cooper-Climax   | 15     | + 1:53.1         | 10   | 2          |
| 6    | 2  | Bruce McLaren           | Cooper-Climax   | 15     | + 2:41.4         | 12   | 1          |
| 7    | 9  | Dan Gurney              | Porsche         | 15     | + 3:23.1         | 7    |            |
| 8    | 5  | Richie Ginther          | Ferrari         | 15     | + 5:23.1         | 14   |            |
| 9    | 28 | Jackie Lewis            | Cooper-Climax   | 15     | + 5:23.7         | 18   |            |
| 10   | 19 | Roy Salvadori           | Cooper-Climax   | 15     | + 12:11.5        | 15   |            |
| 11   | 33 | Tony Maggs              | Lotus-Climax    | 14     | + 1 volta        | 22   |            |
| 12   | 30 | Ian Burgess             | Cooper-Climax   | 14     | + 1 volta        | 24   |            |
| 13   | 11 | Hans Herrmann           | Porsche         | 14     | + 1 volta        | 11   |            |
| 14   | 31 | Carel Godin de Beaufort | Porsche         | 14     | + 1 volta        | 17   |            |
| 15   | 37 | Tony Marsh              | Lotus-Climax    | 13     | + 2 voltas       | 20   |            |
| 16   | 27 | Gerry Ashmore           | Lotus-Climax    | 13     | + 2 voltas       | 25   |            |
| Ret  | 6  | Willy Mairesse          | Ferrari         | 13     | Acidente         | 13   |            |
| Ret  | 20 | Maurice Trintignant     | Cooper-Maserati | 12     | Motor            | 21   |            |
| NC   | 38 | Bernard Collomb         | Cooper-Climax   | 11     | Não classificado | 26   | [ nota 3 ] |
| Ret  | 32 | Lorenzo Bandini         | Cooper-Maserati | 10     | Motor            | 19   |            |
| Ret  | 16 | Tony Brooks             | BRM-Climax      | 6      | Motor            | 9    |            |
| Ret  | 8  | Jo Bonnier              | Porsche         | 5      | Motor            | 4    |            |
| Ret  | 26 | Wolfgang Seidel         | Lotus-Climax    | 3      | Handling         | 23   |            |
| Ret  | 17 | Graham Hill             | BRM-Climax      | 1      | Acidente         | 16   |            |
| Ret  | 15 | Innes Ireland           | Lotus-Climax    | 1      | Fogo             | 6    |            |
| Ret  | 1  | Jack Brabham            | Cooper-Climax   | 0      | Acidente         | 2    |            |

## Tabela do campeonato após a corrida
|   | Pos. | Piloto             | Pontos |
| - | ---- | ------------------ | ------ |
|   | 1    | Wolfgang von Trips | 33     |
|   | 2    | Phil Hill          | 29     |
| 1 | 3    | Stirling Moss      | 21     |
| 1 | 4    | Richie Ginther     | 16     |
| 2 | 5    | Jim Clark          | 11     |

|  | Pos. | Equipe        | Pontos  |
|  | ---- | ------------- | ------- |
|  | 1    | Ferrari       | 38 (44) |
|  | 2    | Lotus-Climax  | 24      |
|  | 3    | Porsche       | 11      |
|  | 4    | Cooper-Climax | 10 (11) |
|  | 5    | BRM-Climax    | 1       |

- Nota: Somente as primeiras cinco posições estão listadas. Em 1961 apenas os cinco melhores resultados, dentre pilotos ou equipes, eram computados visando o título. Neste ponto esclarecemos: conforme o site oficial da Fórmula 1, o vencedor dentre os pilotos recebia nove pontos, mas na seara dos construtores tal escore era de oito pontos e na tabela figurava somente o melhor colocado dentre os carros de um time.